# Rysa Lodge
Rysa Lodge ist eine Villa auf der schottischen Orkneyinsel Hoy. 1977 wurde das Bauwerk in die schottischen Denkmallisten in der höchsten Kategorie A aufgenommen.

## Geschichte
Der Industrielle Thomas Middlemore aus Birmingham kaufte im Jahre 1898 das Anwesen Melsetter (siehe auch Melsetter House), das zu diesem Zeitpunkt die gesamte Insel Hoy umfasste. Auf der ersten Karte der Ordnance Survey aus dem Jahre 1882 sind am Ort der Rysa Lodge ein bedachtes und vier unbedachte Gebäude mit einer Einfriedung mit wahrscheinlich landwirtschaftlicher Nutzung verzeichnet. Auf Grundlage dieser Gebäude schuf William Lethaby im Jahre 1902 die Rysa Lodge. Sie sollte als Wohnhaus für Jagdgäste verwendet werden.

## Beschreibung
Die zweistöckige Rysa Lodge liegt isoliert nahe der Ostküste Hoys gegenüber der Insel Fara. Das Hauptgebäude weist einen L-förmigen Grundriss auf. Am südlichen Ende des Südflügels grenzt ein einstöckiger Anbau an. Der Eingangsbereich tritt an der Nordseite hervor. Die Fassaden sind mit Harl verputzt und mit Zierbändern versehen. Auffällige Schornsteine ragen firstständig von den Satteldächern auf. Die Giebel sind als Staffelgiebel gearbeitet. Zahlreiche Details sind der Arts-and-Crafts-Bewegung zuzuordnen. Eine Bruchsteinmauer fasst den Garten südwestlich des Gebäudes ein. Neben dem Westflügel befindet sich ein kleines, längliches, einstöckiges Außengebäude aus Bruchstein mit schiefergedecktem Dach. Daneben liegt ein größeres Gebäude mit Mansarde, in dem ehemals Stallungen und Wagenschuppen untergebracht waren.